# Ralf Achenbach
Ralf Achenbach (* 1953 in Berlin-Wedding; † 1. Januar 2015 in Berlin-Reinickendorf) war ein deutscher Fußballfunktionär.

## Werdegang
Achenbach engagierte sich über Jahrzehnte haupt- und ehrenamtlich für Hertha BSC. Zunächst war er für die Amateurmannschaft tätig, wo er unter anderem als stellvertretender Vorstandsvorsitzender der Amateur-Fußball-Abteilung die Geschicke leitete, nachdem er zuvor bereits als Schatzmeister und Anfang der 1990er Jahre auch als Betreuer tätig gewesen war. Insbesondere saß er beim Finaleinzug der „Hertha-Bubis“ in der DFB-Pokal-Spielzeit 1992/93 an der Seite von Jochem Ziegert auf der Trainerbank.
Später verließ Achenbach Hertha BSC und übernahm als „Team-Manager“ die Leitung der Fußballmannschaft des Berliner AK 07 in der viertklassigen Regionalliga Nordost. Im Sommer 2012 gelang auch dem neuen Klub eine „Pokal-Sensation“, als in der ersten Runde des DFP-Pokals 2012/13 der Bundesligist TSG 1899 Hoffenheim mit einem deutlichen 4:0-Erfolg nahezu deklassiert wurde.
Im November 2014 wurde Achenbach in den Beirat des Nordostdeutschen Fußballverbandes gewählt, das höchste Gremium des Regionalverbandes.
Am Neujahrstag 2015 erlag Achenbach im Alter von 61 Jahren einem Herzinfarkt, den er in seiner Berliner Wohnung erlitten hatte.